# Милица Зорић Чолаковић
Милица Зорић Чолаковић (Сплит, 1909 — Београд, 5. фебруар 1989) била је уметница таписерије и супруга Родољуба Чолаковића.

## Биографија
Рођена је у Сплиту 1909. године. У детињству се сели у Београд, где завршава Краљевску уметничку школу и студије Историје уметности на Филозофском факултету. Рано је остала без мајке, а одгајао ју је њен отац, Светозар Зорић, професор Универзитета у Београду, колекционар и сликар. Претпоставља се да је таленат наследила од оца, а да је љубав према уметности неговала кроз пријатељство са Надеждом Петровић. Током студија, Милица се бавила писањем и објављивањем литерарних текстова и колекционарством. Била је заражена туберкулозом 1931. године, након чега је са своје 22 године саставила тестамент. Њена прва љубав био је књижевник Бранимир Ћосић, која је окончана његовом раном смрћу од туберкулозе 1934. године.
Удајом за Родољуба Чолаковића, сели се у Бијељину. Недуго након отпочињања заједничког живота, Родољуб, као комунистички активиста, склања се у Србију, а усташке власти 22. јуна 1941. у Бијељини хапсе Милицу и из затвора је пребацују прво у Логоре Јасеновац и Лобор. Одатле бива пребачена у Србију, где је све до ослобођења Београда октобра 1944. била заточена у Бањичком логору.
Након рата, Милица се враћа уметности. Свој уметнички пут започела је сликањем на стаклу, да би се 1957. посветила таписерији. Њен рад, на тадашњој уметничкој сцени Југославије, издваја се по техници, композицији и симболици. Њени радови представљају одраз унутрашњег света уметнице, кроз које се огледа вишегодишњи страх који је преживела током заточеништва у Другом светском рату. Истовремено, инспирацију је налазила у митологији Старих Словена и фолклору. Стваралачки рад Милице је трајао скоро две деценије, током којих су њене таписерије излагане на око петнаест самосталних и четрдесет колективних изложби у земљи и иностранству. Добитница је и неколико признања, међу њима је и награда Октобарског салона 1971 године. Седамнаест таписерија Милице Зорић Чолаковић део су легата који су она и Родољуб Чолаковић завештали Музеју Семберије у Бијељини. Њихов легат се налази и у виду галерије у склопу Музеја савремене уметности у улици Родољуба Чолаковића на Дедињу, у згради коју су он и Милица завештали Београду, Легат је отворен 1980. и чува збирку од 92 дела најпознатијих југословенских уметника, колекцију стилског намештаја, скупоцене оријенталне таписерије и разноврсне предмете од порцелана и стакла.
Преминула је на Војномедицинској академији у Београду 5. фебруара 1989. године. Сахрањена је у породичној гробници на београдском Новом гробљу.

## Легати
Колекција таписерија Милице Зорић Чолаковић у Музеју Семберија у Бијељини је збирка од 17 таписерија коју је умјетница завјештала Музеју Семберије.